# Dean Radin
Pour les articles homonymes, voir Radin.
Dean Radin (né le 29 février 1952) est un docteur en psychologie, ingénieur, professeur en psychologie transpersonnelle et intégrale, chercheur et auteur d'ouvrages dans le domaine de la parapsychologie.

## Biographie
Dean Radin est chercheur principal à l'Institute of Noetic Sciences, à Petaluma, en Californie, depuis 2001, et est professeur adjoint au Département de psychologie du Sonoma State University, pour le Distinguished Consulting Faculty au Saybrook Graduate School and Research Center et ancien président de la Parapsychological Association,. Il est également corédacteur en chef du journal d'Elsevier Explore: The Journal of Science and Healing.